# Мавзолей Имам-заде (Шемаха)
Мавзолей Имам-заде (азерб. İmamzadə türbəsi) — мечеть на улице Имамли в центральной части города Шамаха.

## История
Аббасгулу Бакиханов в своем труде «Гулистани-Ирам» 1841 года упоминает: «Во многих отношениях руины села и три высокопоставленных имамзаде в городах Шамаха, Гянджа и Барда, а также Имамзаде в селе Бюльбуле показывают, что эта страна всегда была родиной религиозных старейшин»
Мавзолей построен на могиле одного из сыновей четвертого имама Зейналабдина — Аллама Сейида Мохаммеда Салеха аль-Мадирриса. Также здесь в 1911 году похоронен Сеид Мирмехди ага Сеидали оглу, долгое время проработавший здесь ахундом.
Мечеть была построена в 1370 году и реконструирована по проекту Зивер-бек Ахмедбекова в 1910—1917 годах. В целом мечеть предполагается строить пять раз. В 1991 году он был восстановлен под руководством ахунда Гаджи Эльшана Рустамова. На данный момент здесь могут находиться 400 человек.
Комплекс мечети состоит из трех частей — паломничества (здесь был похоронен Аллама Сейид Мохаммед Салех аль-Мадиррис), места поклонения и хосейние.